# سيبورجا
سيبورغا، (بالإنجليزية: Seborga)‏، (ليغوريان:أ سيبوركا) هي بلدة صغيرة في منطقة ليغوريا، في شمال غرب إيطاليا، بالقرب من الحدود الفرنسية. إداريا، هي بلدية من مقاطعة إمبيريا الإيطالية. الأنشطة الاقتصادية الرئيسية هي الزراعة، والسياحة.

## السكان
في سنة 1861 بلغ عدد السكان 358 نسمة، وتطور العدد ليصل في سنة 2011 لـ 323 نسمة.
يظهر هذا المخطط البياني تطور النمو السكاني لسيبورغا

## توأمة
لسيبورغا اتفاقيات توأمة مع:
- ليسكارين